# Ihor
Ihor (ukrainisch Ігор) ist die ukrainische Form des seinerseits von dem skandinavischen Namen Ingvar abgeleiteten männlichen Vornamens Igor. Die belarussische Form des Namens ist Ihar.

## Namensträger
- Ihor Bjelanow (* 1960), sowjetischer und ukrainischer Fußballspieler
- Ihor Boryssyk (* 1984), ukrainischer Brustschwimmer
- Ihor Harbus (* 1991), ukrainischer Biathlet
- Ihor Juchnowskyj (1925–2024), sowjetisch-ukrainischer Wissenschaftler, Politiker und Staatsmann
- Ihor Kalinin (* 1959), ukrainischer Politiker
- Ihor Kalinin (* 1995), ukrainisch-russischer Fußballspieler
- Ihor Kalynez (1939–2025), ukrainischer Dichter und Schriftsteller
- Ihor Karpenko (* 1976), ukrainischer Eishockeytorwart
- Ihor Katschurowsky (1918–2013), ukrainischer Dichter und Schriftsteller
- Ihor Kolomojskyj (* 1963), ukrainischer Multimilliardär und Oligarch
- Ihor Markewytsch (1912–1983), italienisch-französischer Komponist und Dirigent ukrainischer Herkunft
- Ihor Miroschnytschenko (* 1976), ukrainischer Politiker
- Ihor Pawljuk (* 1967), ukrainischer Autor
- Ihor Rasorjonow (* 1970), ukrainischer Gewichtheber
- Ihor Rymaruk (1958–2008), ukrainischer Dichter und Herausgeber
- Ihor Sasjeda (1932–2005), ukrainischer Schwimmer
- Ihor Senjuk (* 1991), ukrainischer Naturbahnrodler
- Ihor Smeschko (* 1955), ukrainischer Politiker
- Ihor Snitko (* 1978), ukrainischer Schwimmer
- Ihor Surkis (* 1958), ukrainischer Großindustrieller
- Ihor Tenjuch (* 1958), ukrainischer Admiral und Politiker
- Ihor Wosnjak (* 1952), Erzbischof von Lemberg für die Ukrainische Griechisch-Katholische Kirche